# Kostas Papanikolaou
Konstantinos „Kostas“ Papanikolaou (griechisch Κωνσταντίνος «Κώστας» Παπανικολάου; * 31. Juli 1990 in Trikala) ist ein griechischer Basketballspieler, der seit 2016 bei Olympiakos Piräus unter Vertrag steht.

## Karriere

### Auf Vereinsebene

#### Europa
Sein Debüt in der höchsten griechischen Spielklasse, der damaligen A1 Ethniki, gab Papanikolaou zur Saison 2008/09 für den in Thessaloniki beheimateten Verein, Aris. Bereits in seiner ersten Saison wurde Papanikolaou zum besten Nachwuchsspieler der Saison gewählt und beim Greek Youth All-Star Game zum wertvollsten Spieler gekürt. Ligakonkurrent Olympiakos wurde auf ihn aufmerksam und verpflichtete ihn zur Folgesaison 2009/10. Mit seiner nun neuen Mannschaft gelang es ihm, sich den griechischen Pokalerfolg 2010 zu sichern und feierte damit seinen ersten professionellen Titel.
2011/12 wurde er erneut zum besten Nachwuchsspieler der Liga ernannt. Mit dem Verein aus Piräus wurde er zudem griechischer Meister. Auch zog Olympiakos in die Final Four der EuroLeague, des höchstdotierten Wettbewerbs für Vereinsmannschaften des europäischen Basketballs, ein. Als Außenseiter gehandelt, traf man im zweiten Halbfinale auf den zweimaligen Euroleague-Sieger FC Barcelona, welchen man mit 68:64 Punkten bezwingen konnte. Ein rein griechisches Finale wurde bereits im Vorfeld durch den ZSKA Moskau unterbunden. Der russische Verein hatte im ersten Halbfinale, den damals amtierenden Titelträger Panathinaikos mit 66:64 Punkten entmachtet. Im Finale, vor 15 500 Zuschauer lag Olympiakos zur Halbzeit mit 14 Punkten (20:34) zurück. Durch eine couragierte Aufholjagd in der zweiten Hälfte des Spiels, drehten die Griechen das Ergebnis und bezwangen den russischen Meister mit 63:62 Punkten. Bester Werfer des Spiels war Papanikolaou mit 18 Punkten. Diesen Titel verteidigte der Verein im Jahr darauf, als er im Finale Real Madrid mit 100:88 Punkten besiegen konnte. Papanikolaou wurde mit dem Euroleague Rising Star ausgezeichnet.
2013/14 wechselte der zweifache Euroleaguesieger in die spanische Liga ACB zum FC Barcelona, dort unterschrieb er einen Vier-Jahres-Vertrag mit einer Ausstiegsklausel für die NBA. Der Grieche war bereits 2012 im NBA-Draft von den New York Knicks ausgewählt worden. Mit dem FC Barcelona wurde er gleich im ersten Jahr spanischer Meister.

#### NBA
Im Sommer 2013 sicherten sich die Houston Rockets die Rechte an Papanikolaou und verpflichteten ihn zur Saison 2014/15 für zwei Jahre. Das zweite Jahr stellte eine Teamoption dar. Der 24-jährige Forward war neben Trevor Ariza als Ersatz für Chandler Parsons geplant, der als Restricted Free Agent zu den Mavericks nach Dallas wechselte. Papanikolaou war von Beginn an im System von Coach Kevin McHale integriert und bekam von allen Neulingen auch die meiste Einsatzzeit. Er wurde in allen acht Preseason-Games eingesetzt und kam am Ende auf einen Punktedurchschnitt von 8 Punkten pro Spiel bei einer Einsatzzeit von durchschnittlich knapp 26 Minuten.
Sein erstes Spiel im Dress der Rockets absolvierte der Grieche am 7. Oktober 2014 im American Airlines Center, als die Rockets die Mavericks mit 111:108 Punkte bezwangen. Papanikolaou kam auf zwölf Punkte und erzielte dabei auch die entscheidenden drei letzten Punkte seiner Mannschaft, die dem Team den Sieg sicherten. Sein Heimdebüt feierte er dann Zwei Tage später am 9. Oktober 2014, als die Rockets im Toyota Center die Memphis Grizzlies mit 113:93 Punkten besiegten. Dabei spielte der Grieche gegen seine zwei Nationalmannschaftskollegen Nick Calathes und Kosta Koufos. Mit 21 Punkten war James Harden Spieler der Begegnung, Papanikolaou kam auf neun Punkte. Insgesamt gewannen die Rockets sechs ihrer acht ausgetragenen Spiele der Preseason.
Den Auftakt zur regulären Saison 2014/15 bestritten die Rockets im Staples Center als sie am 28. Oktober 2014 auf die Los Angeles Lakers trafen. Papanikolaou kam auf 20 Minuten Spielzeit und machte dabei vier Punkte, gab vier Assists, holte zwei Steals und sicherte sechs Rebounds in seinem ersten Pflichtspiel einer regulären NBA-Saison, welches die Rockets mit 108:90 Punkten gewannen. Bereits einen Tag später ging es für die Rockets nach Utah. Im Spiel gegen die Jazz, welche man mit 104:93 Punkten besiegte, kam Papanikolaou auf 12 Punkte. Auch die weiteren Spiele konnten die Rockets gewinnen und legten eine Serie von sechs Siegen aus den ersten sechs Spielen hin welche sie mit jeweils mindestens 10 Punkten Vorsprung gewannen. Selbiges gelang zuletzt den Denver Nuggets in der Saison 1985/86.
Papanikolaou wurde zum wichtigen Backup für sein Team, dabei profitierte er von der Erfahrung der anderen Spieler vor allem der von Patrick Beverley, dem Point Guard der Rockets, den Papanikolaou noch aus gemeinsamen Zeiten aus Griechenland kannte und zu ihm ein befreundetes Verhältnis auch Abseits des Feldes pflegte. Im Dienste der Mannschaft lieferte der Grieche vergleichsweise viele Assists, nahm dabei aber immer weniger direkte Würfe, weil seine Wurfquote signifikant sank. Im Monat November wurde Papanikolaou in allen 15 Spielen eingesetzt und kam auf 5,9 Punkte pro Spiel, seine Wurfquote lag jedoch bei durchschnittlich nur 33 %. Sein Coach forderte ihn auf wieder mehr Würfe zu nehmen und so stabilisierte sich seine Wurfquote auch wieder.
Im Spiel der Rockets gegen die Milwaukee Bucks, als Papanikolaou auch gegen seinen Nationalmannschaftskollegen Giannis Antetokounmpo spielte, kam der Forward in 29 Minuten auf 12 Punkte und hatte dabei eine Wurfquote von 83 %. Ebenfalls 12 Punkte gelangen ihm im Spiel gegen die Grizzlies am 3. Dezember 2014, welches die Rockets mit 105:96 Punkten gewannen. Folgend ging es am 5. Dezember 2014 gegen die Minnesota Timberwolves, bei diesem Spiel traf Papanikolaou fünf seiner sechs Würfe und kam damit auf 10 Punkte. Im letzten Viertel musste er jedoch ausgewechselt werden, nachdem er im Kampf um den Ball von seinem Gegenspieler Thaddeus Young verletzt wurde.
Da zunächst unklar war wie lange Papanikolaou ausfallen sollte und mit Trevor Ariza nur noch ein Small Forward zur Verfügung stand, reagierten die Verantwortlichen der Rockets und holten Mitte Dezember Corey Brewer ins Team. Wenige Tage später äußerte auch Josh Smith, nach seinem Rauswurf bei den Detroit Pistons, den Wunsch, für die Rockets spielen zu wollen. So hatte es der inzwischen zurückgekehrte Papanikolaou auf seiner Position mit zwei weiteren Konkurrenten zu tun.
Nach einer erneuten Verletzung und einer dann für Papanikolaou eher durchwachsenen Endphase der Saison war zunächst unklar ob Houston die Option für einen Verbleib des Griechen ziehen würde, zumal er keine wesentliche Rolle mehr in der Rotation der Rockets einnahm. Die Vereinsführung zog dennoch die Option und transferierte Papanikolaou anschließend zur Saison 2015/16 zu den Denver Nuggets. Diese entließen den Forward zwei Monate später jedoch, wenige Wochen vor Beginn der neuen Saison. Papanikolaou blieb zunächst ohne Team, da die meisten Mannschaften ihre Kaderplanung für die folgende Saison weitgehend abgeschlossen hatten. Angebote aus Europa lehnte der Grieche vorerst ab.
Anfang November 2015 wurde er erneut von den Nuggets unter Vertrag genommen und debütierte für diese am 5. November 2015 im Spiel gegen die Utah Jazz. Am 6. Januar 2016 wurde er von den Nuggets nach 26 Spielen wieder entlassen.

#### Rückkehr nach Europa
Papanikolaou entschied sich dafür zurück nach Europa zu kehren. Erneut hatte er Angebote von den Klubs Aris, Panathinaikos und Olympiakos vorliegen. Auch interessierten sich Teams wie Lokomotive Kuban für den Forward. Papanikolaou einigte sich mit Olympiakos auf einen Vertrag über zweieinhalb Jahre, jedoch musste vor Vertragsunterzeichnung die Zustimmung vom FC Barcelona eingeholt werden, da diese sich damals ein vertragliches Vorrecht sicherten, sollte Papanikolaou nach Europa zurückkehren. Barcelona überlegte Olympiakos’ Angebot mitzugehen und damit Papanikolaou in eigenen Reihen zu halten. Jedoch erteilten sie ihm nach wenigen Tagen die Freigabe, da Papanikolaou seinen Wunsch äußerte, zurück nach Piräus kehren zu wollen. Offiziell konnte Olympiakos am 20. Januar 2016 Papanikolaou als neuen Spieler präsentieren.

### Nationalmannschaft
U-18 Auswahl bei der Europameisterschaft 2008

Link zum Bild

(Bitte Urheberrechte beachten)
Papanikolaou durchlief sämtliche Jugend-Nationalmannschaften Griechenlands. So gewann er mit der griechischen U-18 Auswahl bei der Europameisterschaft 2007 in Spanien noch Silber, um ein Jahr später vor heimischem Publikum mit derselben Auswahl den Europameister zu stellen. Im Finale traf das griechische Team um Papanikolaou auf die litauische Auswahl und ihrem Kapitän Donatas Motiejūnas. Die Griechen besiegten die Litauer mit 57:50 Punkten.
Bei der 2009 ausgetragenen U-19-Basketball-Weltmeisterschaft in Neuseeland erreichte die griechische Auswahl um Papanikolaou das Finale, unterlag in Auckland aber den US-Amerikanern mit 80:88.
Ebenfalls nahm der Grieche an der U-20 Europameisterschaft 2009 statt. Im Finale besiegte das Team die französische Auswahl mit 90:85 Punkten. Papanikolaou war mit 15 Punkten bester Werfer seiner Mannschaft und wurde zum Spieler der Begegnung ernannt. Bei den Griechen kamen insgesamt sieben Spieler auf eine zweistellige Punkteausbeute.
U-20 Auswahl bei der Europameisterschaft 2009

Link zum Bild

(Bitte Urheberrechte beachten)
Zur erneuten Auflage des vorjährigen Finales kam es auch im Europameisterschaftsfinale 2010. Erneut trafen die U-20-Auswahlen Griechenlands und Frankreichs aufeinander. Die Franzosen setzen sich mit 73:62 Punkten durch. Papanikolaou kam bei diesem Turnier auf durchschnittlich 13,9 Punkte, 7 Rebounds und 2 Assists pro Spiel.
Für den A-Kader nahm der Grieche an den Europameisterschaften 2011, 2013 und 2015, sowie an der Weltmeisterschaft 2014 teil.

## Erfolge
| - EuroLeague: 2012, 2013 - Griechischer Meister: 2012, 2016 - Griechischer Pokalsieger: 2010, 2011, 2022, 2023, 2024 - Spanischer Meister: 2014 | - Erster Platz beim Albert-Schweitzer-Turnier 2008 - Vizeeuropameister: (U-18) 2007, (U-20) 2010 - Europameister: (U-18) 2008, (U-20) 2009 - Vizeweltmeister: (U-19) 2009 |